# Pomacea camena
Pomacea camena е вид коремоного от семейство Ampullariidae.

## Разпространение
Видът е разпространен във Венецуела.